# کسپرسکی لب
کسپرسکی لب (‎/kæˈspɜːrski/‎ با نام کامل لابراتوار کسپرسکی (به روسی: Лаборатория Касперского) شرکتی چند ملیتی، در زمینه امنیت رایانه، بوده که مقر اصلی آن در مسکو، روسیه و زیر مجموعه یک شرکت هدینگ در انگلیس می‌باشد. این شرکت محصولاتی با نام‌های ضدویروس کسپرسکی، آنتی‌ویروس و آنتی‌ویروس موبایل را می‌سازد.

## تاریخچه
این شرکت در سال ۱۹۹۷ توسط ناتالیا کسپرسکی و یوگنی کسپرسکی به وجود آمد. دفتر اصلی آن در مسکو، روسیه است و در بسیاری از کشوهای جهان از جمله بریتانیا، فرانسه، آلمان، هلند، لهستان، رومانی، ژاپن، چین، کره جنوبی و ایالات متحده آمریکا نمایندگی دارد.

## افتخارات
در حال حاضر، بر اساس رده‌بندی وبگاه TopTenReviews، نرم‌افزار کسپرسکی، یکی از برترین نرم‌افزارها برای امنیت رایانه است.
در آخرین تست Av-comparetives، کسپرسکی با ۹۹٫۳ درصد میزان امنیت، مقام سوم را در میزان حفاظت (protection rate) به‌دست‌آورد.

## خدمات
کسپرسکی لب به بیش از ۴۰۰ میلیون نفر در سراسر جهان خدمات ارائه می‌دهد. با این وجود هرگز نتوانست به یکی از تأمین کننده‌های اصلی محصولات نرم‌افزار دولت آمریکا تبدیل شود.

## ممنوعیت استفاده
در ۱۳ سپتامبر ۲۰۱۷ وزارت امنیت میهن ایالات متحده آمریکا طی یک ضرب‌الاجل ۹۰ روزه به سازمان‌های دولتی این کشور دستور داد تا کلیه نرم‌افزارهای امنیتی «کسپرسکی لب» را از سیستم‌های خود حذف کنند. این وزراتخانه دلیل این دستور را ارتباط بین مقامات این شرکت با دستگاه‌های امنیتی روسیه عنوان کرد. اما «کسپرسکی لب» هرگونه ارتباطی با کرملین را رد کرد. صدور این دستور باعث شد که برخی شرکت‌های آمریکایی، محصولات «کاسپرسکی لب» را از فروشگاه‌ها و وبگاه‌های اینترنتی خود خارج کنند.